# Hashimoto Okiie
Hashimoto Okiie (japanisch 橋本 興家; 4. Oktober 1899 in der Präfektur Tottori – 18. August 1993) war ein japanischer Holzschnitt-Künstler der Yōga-Richtung.

## Leben und Werk
Hashimoto machte 1924 seinen Abschluss als Kunsterzieher an der Tōkyō bijutsu gakkō, der Vorläufereinrichtung der heutigen Tōkyō Geijutsu Daigaku. Er arbeitete anschließend als Lehrer bis 1955 und war in seiner Freizeit als Künstler tätig. Während er sich zunächst mit der Ölmalerei beschäftigte, besuchte er ab 1936 drei von Hiratsuka Un’ichi geleitete Holzschnitt-Kurse und begann selbst Drucke herzustellen. Das war zugleich der Beginn einer lebenslangen Freundschaft mit Hiratsuka. 1937 war er zum ersten Mal mit einem Beitrag auf der Ausstellung der Japan Print Association zu sehen. 1950 beteiligte er sich an der letzten Ausstellung der von Onchi Kōshirō initiierten Ichimoku-kai.
Nach seinem vorzeitigen Ausscheiden aus dem Schuldienst widmete er sich vollständig dem künstlerischen Schaffen und wurde nun bekannter, vor allem, nachdem er in Stadlers Buch „Modern Japanese Prints“. erschien. Vieles, was Hashimoto vor und nach dem Zweiten Weltkrieg schuf, ist japanischen Burgen und Gärten gewidmet, so die Serie „Zehn Ansichten alter Burgen“ (古城十景, Kojō jūkei), die 1946 erschien. In späteren Jahren schuf er auch Drucke mit floralen Motiven und Figuren. 1974 wurde er Vorsitzender der Japanese Print Association.